# Зикова Юлія Андріївна
Юлія Андріївна Зикова (нар.. 25 листопада 1995, Красноярськ, Росія) — російська спортсменка, стрілок, майстер спорту міжнародного класу з кульової стрільби, срібна призерка Олімпійських ігор 2020 (гвинтівка з трьох положень, 50 метрів), переможниця VII Всесвітніх військових ігор і II Європейських ігор, триразова чемпіонка Європи, призерка чемпіонату світу.

## Біографія
Народилася 25 листопада 1995 у місті Красноярську. Виступає за ЦСКА .

## Спортивна кар'єра
На чемпіонаті світу 2018 року, який проходив у Південній Кореї, спортсменка в кульовій стрільбі з гвинтівки з трьох положень на дистанції 50 метрів завоювала бронзову медаль — першу на таких значущих спортивних змаганнях.
Через рік, на II Європейських іграх 2019 року, які проходили в Мінську, Юлія в особистих змаганнях зі стрільби з гвинтівки з трьох положень на дистанції 50 метрів стала володарем золотої медалі і чемпіонкою Європейських ігор. Цього ж року вона стала дворазовою переможницею Всесвітніх військових ігор. У кульовій стрільбі з гвинтівки з трьох положень на дистанції 50 метрів Юлія в 2019 році завоювала олімпійську ліцензію для участі в змаганнях на Іграх в Токіо.
У 2021 році на чемпіонаті Європи в Хорватії, Зикова завоювала три золоті медалі в стрільбі з гвинтівки в командних змаганнях. В особистих змаганнях вона здобула срібну медаль набравши 462,9 бала і поступившись італійці Софії Чеккареллі (464,7).

## Виступи на Олімпіадах
| Олімпіада  | Дисципліна                            | Місце |
| ---------- | ------------------------------------- | ----- |
| Токіо 2020 | гвинтівка з трьох положень, 50 метрів | 2     |